# Agelena babai
Agelena babai är en spindelart som beskrevs av Akio Tanikawa 2005. Agelena babai ingår i släktet Agelena och familjen trattspindlar. Inga underarter finns listade i Catalogue of Life.